# 매듭정원

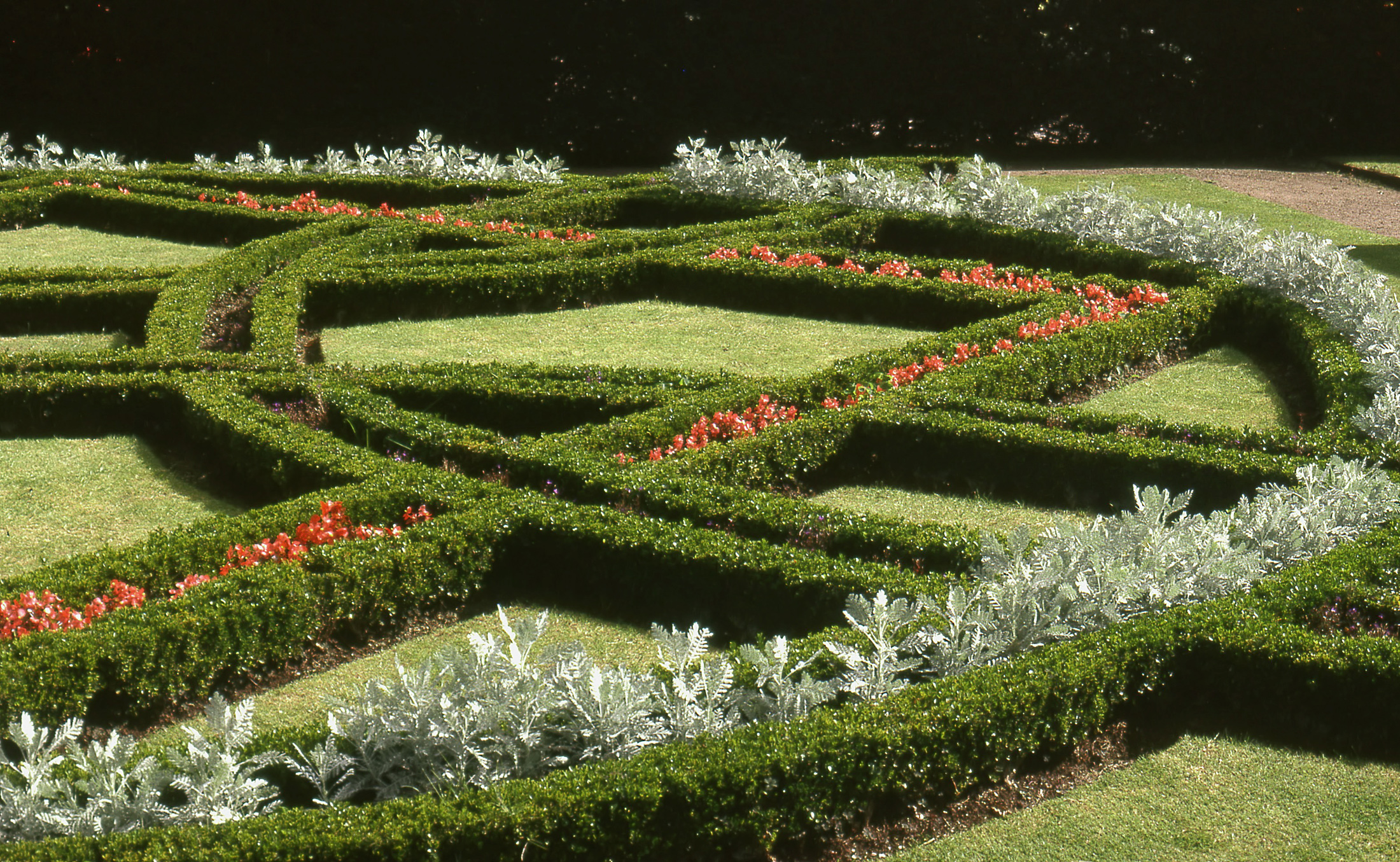
웨일스 박물관의 한 매듭정원

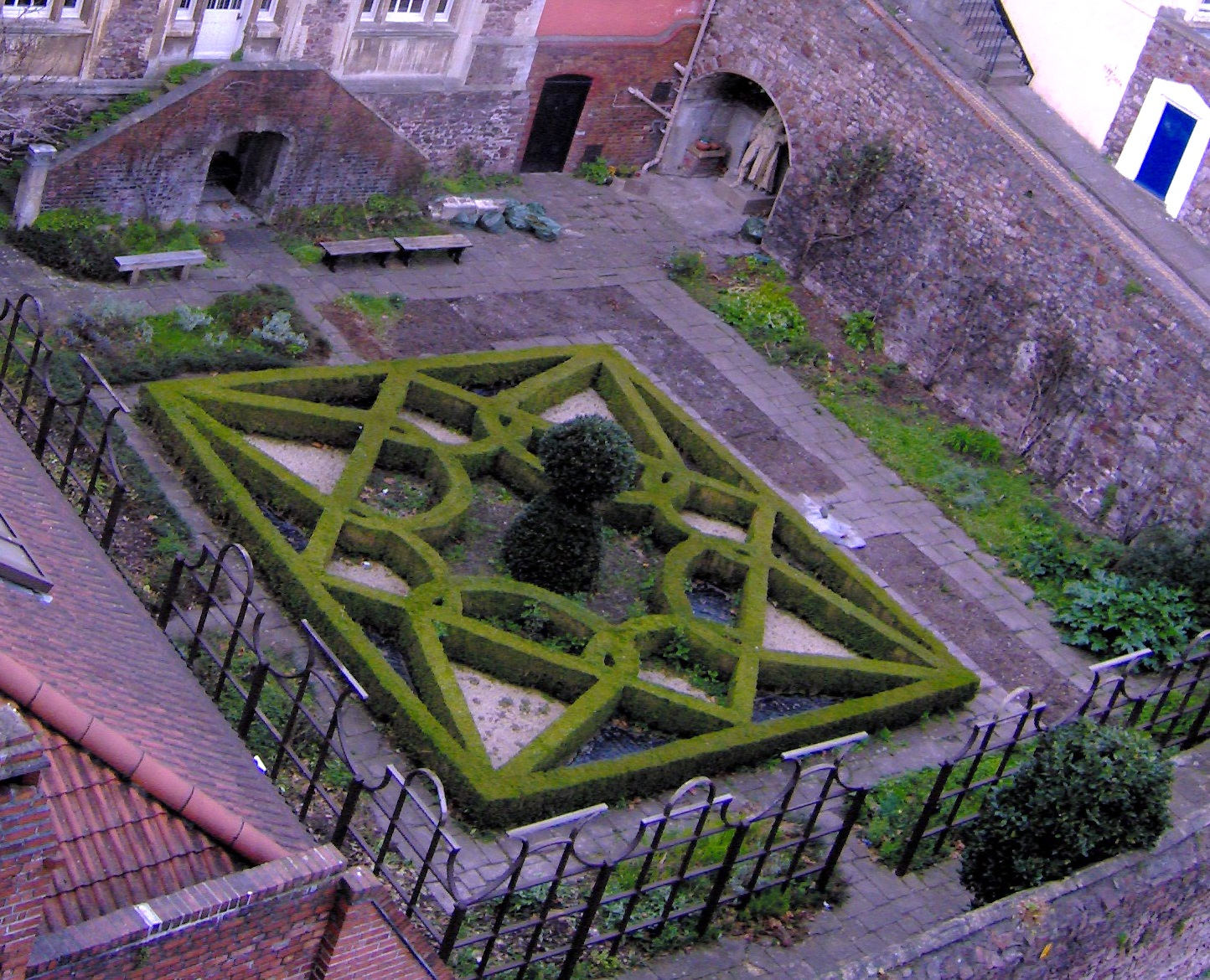
브리스톨 레드 로지 박물관의 매듭 정원

매듭정원(Knot Garden)은 16세기 잉글랜드( 60~61 )에서:60 - 61 대중화되었던 정원 스타일로, 현재는 영국식 정식 정원의 한 요소로 여겨지고 있다. 매듭 정원은 다양한 향기로운 허브와 요리용 허브 또는 상자와 같은 낮은 산울타리로 구성되어 있으며, 사각형 프레임 내에 설정되고 평평한 바닥 위에 놓인 얽힌 패턴을 만들기 위해 일렬로 심었다. 이 선 사이의 공간은 종종 돌, 자갈, 모래 또는 꽃 피는 식물로 채워진다. 매듭 정원에 사용되는 전통 식물로는 게르만더, 마조람, 백리향 (허브), 서던우드, 레몬밤, 우슬초, 코스메리, 아칸서스, 아욱, 캐모마일, 로즈메리, 금송화, 제비꽃, 산톨리나 등이 있다.
대부분의 매듭 정원은 이제 상자(Buxus sempervirens)로 만든 가장자리를 갖고 있는데, 상자(Buxus sempervirens)는 빽빽한 소형 울타리로 쉽게 자르고 "채우는" 식물이 모두 보이지 않거나 매력적이지 않은 겨울에도 녹색을 유지한다. 그러나 매듭 정원의 원래 디자인은 17세기 후반까지 낮은 상자 울타리를 사용하지 않았다.
역사적으로 매듭 정원은 영국 영주 저택 근처에 위치하여 주민과 손님이 위층 창문을 통해 복잡한 디자인을 조감할 수 있었다.  대부분의 정원은 프레임 내에 설정된 정사각형 구획으로 구성되었다. 작은 정원은 하나의 구획으로 구성될 수 있는 반면, 큰 정원은 6~8개의 구획으로 구성될 수 있다. 내부 매듭 패턴은 대비되는 색상의 식물 밴드로 구성될 수 있으며 서로 위아래로 엮어지는 것처럼 보이도록 울타리가 쳐져 있다. 이 경우 매듭을 "닫힘"(closed)이라고 한다. 매듭에 서로 얽혀 있지 않은 것처럼 보이는 식물 띠가 있는 경우 이를 "열림"(open)이라고 한다.
매듭정원의 영단어 knot garden은 파르테르(parterre)라는 용어와 밀접하게 연관되어 있다. 17세기에는 이 용어들이 오늘날과 마찬가지로 같은 의미로 사용되었다. 그러나 매듭 정원은 기술적으로 서로 얽힌 패턴으로 설계된 정원을 의미하는 반면, "파르테르"는 침대의 모든 형식적인 배열을 나타내는 후기 프랑스어 용어이다.

## 같이 보기
- 프랑스식 정원